# Змінний капітал
Змінний капітал — частина капіталу, яка використовується для купівлі робочої сили («чиста» зарплата, що отримана на руки, без податків). Це одне з основних понять марксистської політичної економії. У сучасному бухгалтерському обліку термін змінний капітал не використовується.

Термін ввів Карл Маркс в своїй основній праці «Капітал»:
Я нагадую тут читачеві, що категорії змінний капітал і постійний капітал уперше введені у вжиток мною.
Поділ сукупного капіталу на постійний і змінний знадобився Марксу для того, щоб показати різні ролі, які грають ці частини у процесі формування вартості товару. Маркс вважав, що у процесі виробництва постійний капітал лише повністю переносить свою вартість на результат виробництва, але у підсумку не змінює свого сукупного розміру. Перевищення вартості виробленого товару над сумою матеріальних витрат, що постійно спостерігається на практиці, Маркс пояснював особливістю витрат за купівлю робочої сили у формі заробітної плати, тобто, змінним капіталом. Ця частина капіталу дістається працівнику і витрачається на його особисте споживання. У процесі виробництва не відбувається переносу цієї вартості на результат виробництва. Але куплена за цей капітал робоча сила в процесі праці створює нову вартість, яка зазвичай більша за вартість капіталу, сплаченого при купівлі цієї робочої сили. Таким чином, вартість змінного капіталу у процесі виробничого споживання робочої сили (у процесі праці найнятого робітника) відтворює свій власний еквівалент і постачає надлишок — додаткову вартість (не плутати з доданою вартістю). З причини, що розмір новоствореної вартості не збігається з розміром капіталу, який на неї обмінюється, Маркс назвав цю частину капіталу змінною.

## Критика
Австрійський економіст О. Бем-Баверк, у своїй праці «Критика теорії Маркса» (1896 рік), вказав на наявні протиріччя та розбіжності в трактуванні цього поняття в 1-му та 3-му томах «Капіталу». На підставі свого висновку він стверджував про помилковість основних елементів теорії Маркса: трудової теорії вартості та теорії додаткової вартості.